# Lijst van voetbalinterlands Canada - Zimbabwe (vrouwen)
Deze lijst van voetbalinterlands is een overzicht van alle officiële voetbalinterlands tussen de nationale vrouwenteams van Canada en Zimbabwe. De landen hebben tot nu toe één keer tegen elkaar gespeeld.

## Wedstrijden
| № | Plaats    | Datum           | Competitie             | Wedstrijd         | Uitslag |
| - | --------- | --------------- | ---------------------- | ----------------- | ------- |
| 1 | São Paulo | 6 augustus 2016 | Olympische Spelen 2016 | Canada − Zimbabwe | 3 − 1   |

## Samenvatting
| Competitie        | Totaal gespeeld | Winst Canada | Gelijk | Winst Zimbabwe | Doelsaldo Canada – Zimbabwe |
| ----------------- | --------------- | ------------ | ------ | -------------- | --------------------------- |
| Olympische Spelen | 1               | 1            | 0      | 0              | 3 − 1                       |
| Totaal            | 1               | 1            | 0      | 0              | 3 − 1                       |

CSA · A-internationals · Canadees mannenelftal
1986 – 1989 · 1990 – 1999 · 2000 – 2009 · 2010 – 2019 · 2020 – 2029
Argentinië ·
Australië ·
België ·
Brazilië ·
Chili ·
China ·
Colombia ·
Costa Rica ·
Cuba ·
Denemarken ·
Duitsland ·
Ecuador ·
El Salvador ·
Engeland ·
Finland ·
Frankrijk ·
Ghana ·
Griekenland ·
Guatemala ·
Guyana ·
Haïti ·
Hongarije ·
Hongkong ·
Ierland ·
IJsland ·
Italië ·
Ivoorkust ·
Jamaica ·
Japan ·
Kameroen ·
Marokko ·
Mexico ·
Nederland ·
Nieuw-Zeeland ·
Nigeria ·
Noord-Korea ·
Noorwegen ·
Panama ·
Paraguay ·
Polen ·
Portugal ·
Puerto Rico ·
Rusland ·
Saint Kitts en Nevis ·
Schotland ·
Singapore ·
Sovjet-Unie ·
Spanje ·
Taiwan ·
Trinidad en Tobago ·
Tsjechië ·
Uruguay ·
Verenigde Staten ·
Wales ·
Zimbabwe ·
Zuid-Afrika ·
Zuid-Korea ·
Zweden ·
Zwitserland